# Зоря (Кропивницький район)
Зоря́ — село в Україні, у Первозванівській сільській громаді Кропивницького району Кіровоградської області. Населення становить 210 осіб. Орган місцевого самоврядування — Первозванівська сільська рада.
До 1988 року — поселення п'ятого відділку радгоспу «Зоря».

## Населення
Згідно з переписом УРСР 1989 року чисельність наявного населення села становила 242 особи, з яких 119 чоловіків та 123 жінки.
За переписом населення України 2001 року в селі мешкало 209 осіб.

### Мова
Розподіл населення за рідною мовою за даними перепису 2001 року:
| Мова       | Відсоток |
| ---------- | -------- |
| українська | 65,24 %  |
| російська  | 34,76 %  |